# ماكس ليون (لاعب كرة قاعدة)
ماكس ليون (بالإسبانية: Max León)‏ هو لاعب كرة قاعدة مكسيكي، ولد في 4 فبراير 1950 في Acula (municipality) ‏ في المكسيك.

## وصلات خارجية
- ماكس ليون على موقعبيزبول رفرنس.كوم (الدوري الرئيسي) (الإنجليزية)
- ماكس ليون على موقعبيزبول رفرنس.كوم (الدوري الثانوي) (الإنجليزية)